# 173 Ino
A 173 Ino a Naprendszer kisbolygóövében található aszteroida. Alphonse Louis Nicolas Borrelly fedezte fel 1877. augusztus 1-jén.